# Tuffi ai campionati europei di nuoto 2010 - Trampolino 1 metro femminile
La gara si è disputata il 10 agosto 2010 e vi hanno partecipato 27 atlete. Le prime 12 dopo il primo turno sono state ammesse alla finale.

## Medaglie
| Posizione | Atleta                | Paese  |
| --------- | --------------------- | ------ |
| Oro       | Tania Cagnotto        | Italia |
| Argento   | Anna Lindberg         | Svezia |
| Bronzo    | Anastasia Pozdnyakova | Russia |

## Qualifiche
| Pos. | Atleta                  | Nazione       | Punti  |
| ---- | ----------------------- | ------------- | ------ |
| 1    | Anna Lindberg           | Svezia        | 286,25 |
| 2    | Tania Cagnotto          | Italia        | 284,65 |
| 3    | Maria Marconi           | Italia        | 281,65 |
| 4    | Anastasia Pozdnyakova   | Russia        | 275,65 |
| 5    | Nadežda Bažina          | Russia        | 263,60 |
| 6    | Anna Pysmenska          | Ucraina       | 258,75 |
| 7    | Katja Dieckow           | Germania      | 258,35 |
| 8    | Nóra Barta              | Ungheria      | 256,90 |
| 9    | Uschi Freitag           | Germania      | 254,50 |
| 10   | Olena Fedorova          | Ucraina       | 249,05 |
| 11   | Jenifer Benitez         | Spagna        | 243,60 |
| 12   | Rebecca Gallantree      | Gran Bretagna | 242,65 |
| 13   | Ksenia Kondrashenkova   | Bielorussia   | 241,05 |
| 14   | Alicia Blagg            | Gran Bretagna | 233,75 |
| 15   | Veronika Kratochwil     | Austria       | 227,70 |
| 16   | Villö Kormos            | Ungheria      | 227,15 |
| 17   | Inge Jansen             | Paesi Bassi   | 219,60 |
| 18   | Marija Ivezic           | Serbia        | 216,90 |
| 19   | Taina Karvonen          | Finlandia     | 213,60 |
| 20   | Julia Lönnegren         | Svezia        | 212,25 |
| 21   | Lena Putygina           | Finlandia     | 210,50 |
| 22   | Fanny Bouvet            | Francia       | 209,30 |
| 23   | Marion Farissier        | Francia       | 205,55 |
| 24   | Milica Stjepanovic      | Serbia        | 194,80 |
| 25   | Aliaksandra Yasiukevich | Bielorussia   | 194,40 |
| 26   | Nikolina Tokic          | Croazia       | 177,50 |
| 27   | Çağla Tokat             | Turchia       | 157,20 |

## Finale
| Pos. | Atleta                | Nazione       | Punti  |
| ---- | --------------------- | ------------- | ------ |
|      | Tania Cagnotto        | Italia        | 299,70 |
|      | Anna Lindberg         | Svezia        | 293,70 |
|      | Anastasia Pozdnyakova | Russia        | 282,65 |
| 4    | Maria Marconi         | Italia        | 272,15 |
| 5    | Nadežda Bažina        | Russia        | 271,05 |
| 6    | Katja Dieckow         | Germania      | 264,40 |
| 6    | Anna Pysmenska        | Ucraina       | 264,40 |
| 8    | Uschi Freitag         | Germania      | 254,95 |
| 9    | Nóra Barta            | Ungheria      | 254,25 |
| 10   | Rebecca Gallantree    | Gran Bretagna | 241,15 |
| 11   | Olena Fedorova        | Ucraina       | 228,00 |
| 12   | Jenifer Benitez       | Spagna        | 226,75 |